# Артеміса (провінція)
22°48′49″ пн. ш. 82°45′48″ зх. д. / 22.81361° пн. ш. 82.76333° зх. д.
Прові́нція Артемі́си, або Артемі́ська прові́нція (ісп. Provincia de Artemisa) — провінція Куби з центром у місті Артеміса. Розташована на заході країни. Створена 1 січня 2011 року шляхом поділу Гаванської провінції.

## Муніципалітети
| Муніципалітет             | км²      | Населення |
| ------------------------- | -------- | --------- |
| Маріель                   | 270,85   | 44786     |
| Гуанахай                  | 110,26   | 28750     |
| Каіміто                   | 239,4    | 39304     |
| Баута                     | 155,13   | 48024     |
| Сан-Антоніо-де-лос-Баньос | 126,37   | 49942     |
| Гуіра-де-Мелена           | 199,22   | 39821     |
| Алькісар                  | 194,36   | 32501     |
| Артеміса                  | 688,7    | 82917     |
| Бахіа-Хонда               | 784,14   | 45124     |
| Канделарія                | 301,42   | 20283     |
| Сан-Крістобаль            | 934,4    | 70940     |
| Разом                     | 4 004,27 | 502.392   |

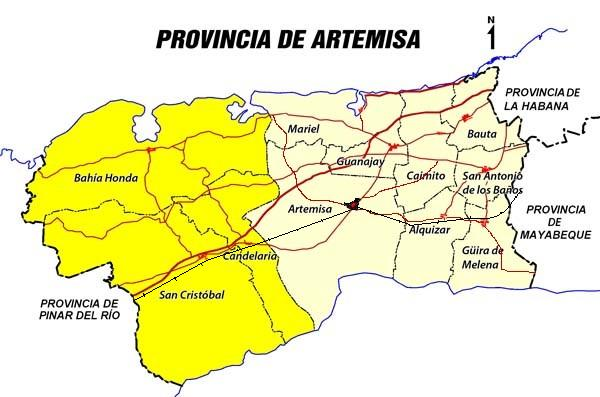
Карта провінції Артеміса

Джерело: перепис населення 2010 року 

## Демографія
У 2010 році, населення провінції становило 502,392 чоловік. З загальною площею 4 004 27 км², щільність населення 125,5 чол./км².

## Релігія
- Гаванська архідіоцезія Католицької церкви.